# Guglielmo Schiratti
Guglielmo Schiratti (Majano, 7 agosto 1901 – 15 novembre 1973) è stato un politico italiano.
Fu membro dell'Assemblea Costituente, deputato alla Camera per tre legislature e due volte membro del governo come sottosegretario al Tesoro.

## Biografia
Iscritto alla Democrazia Cristiana, nel 1946 fu eletto all'Assemblea Costituente. Quindi entrò alla Camera dei deputati con le elezioni del 1948 e fu confermato nelle elezioni del 1953 e del 1958. Fu sottosegretario al Tesoro dal 1959 al 1960, prima con il Governo Segni II e quindi con il Governo Tambroni.